# Vijayapura (Distrikt)
Der Distrikt Vijayapura (Kannada: ಬಿಜಾಪುರ ಜಿಲ್ಲೆ; auch Bijapur) ist ein Distrikt des indischen Bundesstaates Karnataka. Verwaltungssitz ist die namensgebende Stadt Vijayapura.

## Geografie

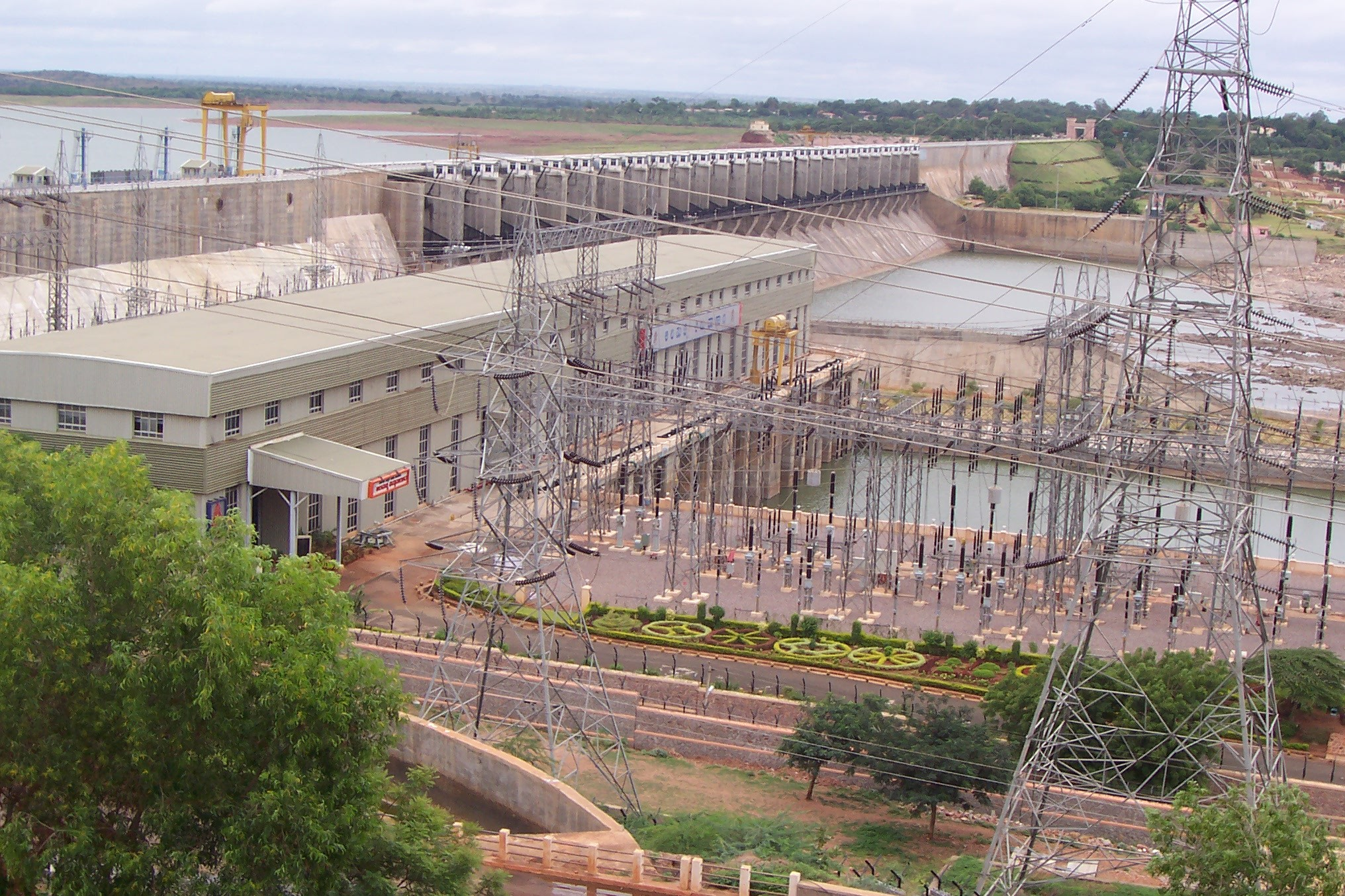
Der Alamatti-Staudamm am Krishna-Fluss

Der Distrikt Vijayapura liegt im Norden Karnatakas an der Grenze zum Nachbarbundesstaat Maharashtra. Nachbardistrikte sind Kalaburagi und Yadgir im Osten, Raichur im Südosten, Bagalkot im Südwesten, Belagavi im Westen (alle Karnataka) sowie in Maharashtra Sangli im Nordwesten und Solapur im Norden.
Mit einer Fläche von 10.498 Quadratkilometern ist der Distrikt Vijayapura der viertgrößte Distrikt Karnatakas. Sein Gebiet gehört zum Hochland von Dekkan und hat eine Höhe von durchschnittlich 400 bis 600 Metern über dem Meeresspiegel. Das Distriktgebiet wird im Süden vom Krishna-Fluss und im Norden von dessen Nebenfluss Bhima begrenzt. An der Grenze zum Distrikt Bagalkot ist der Krishna durch den Almatti-Damm zu einem Stausee aufgestaut. Quer durch das Distriktgebiet fließt ferner der Fluss Don.
Der Distrikt Vijayapura ist in die fünf Taluks Vijayapura, Indi, Sindgi, Basavana Bagevadi und Muddebihal unterteilt.

## Geschichte

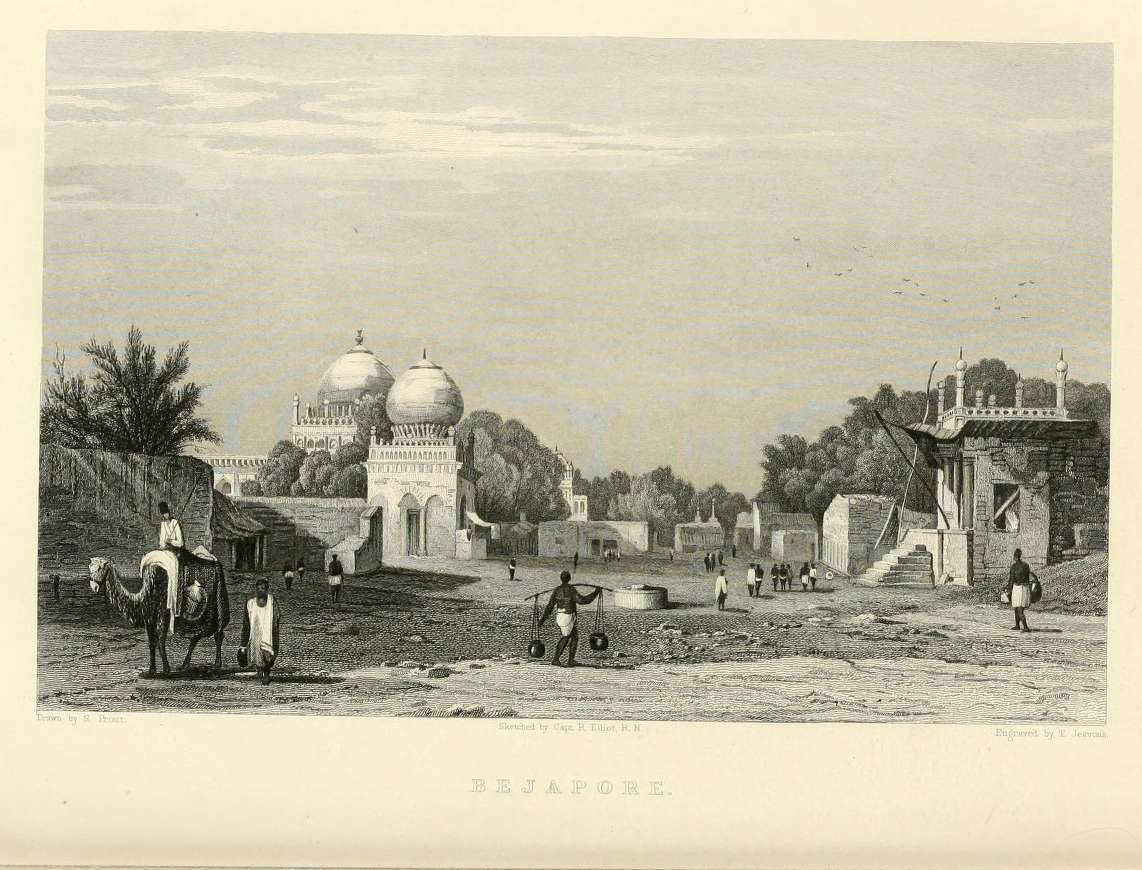
Historische Ansicht Bijapurs (um 1860)

Das Gebiet des heutigen Distrikts Vijayapura stand im Laufe seiner frühen Geschichte unter der Kontrolle wechselnder Herrscherdynastien. Zwischen dem 7. und 13. Jahrhundert wurde das Gebiet von den Chalukya von Badami, den Rashtrakuta, den Chalukya von Kalyani, den Kalachuri, den Hoysala und den Yadava beherrscht. Mit der Eroberung des Gebiets durch das Sultanat Delhi begann Ende des 13. Jahrhunderts die muslimische Herrschaftsperiode im Vijayapura. Mitte des 14. Jahrhunderts kam das Gebiet zum Bahmani-Sultanat, das sich von Delhi unabhängig gemacht hatte. Mit dem Verfall des Bahmani-Sultanats entstand seinerseits 1490 das Sultanat Bijapur. Auf dem Höhepunkt seiner Macht kontrollierte das Sultanat Bijapur weite Teile Südindiens, ehe es 1686 durch das Mogulreich unterworfen wurde. 1724 kam Bijapur an Hyderabad, das sich vom Mogulreich unabhängig gemacht hatte. 1760 endete die muslimische Herrschaftsperiode mit der Eroberung Bijapurs durch die Marathen. Nach der Niederlage der Marathen in der Schlacht bei Panipat 1761 nutzte Haidar Ali von Mysore die Schwäche des Marathenreichs, um sein Territorium 1764 nach Norden bis zum Fluss Krishna auszudehnen. Im Folgejahr wurde er jedoch durch eine Marathenarmee unter Peshwa Madhavrao I. wieder zurückgetrieben. 1776 unternahm Haidar Ali einen zweiten, erfolgreicheren Eroberungsversuch gegen die Marathen und Hyderabad und konnte sich das Gebiet südlich des Krishna einschließlich Vijayapura sichern. 1787 musste Haidars Sohn Tipu Sultan alle Eroberungen wieder herausgeben. Nach der endgültigen Niederlage Tipu Sultans kam Vijayapura 1799 unter die Herrschaft der Marathen.
1818 setzten die Briten im Dritten Marathenkrieg endgültig ihre Oberhoheit gegen die Marathen durch. Einige der Marathen-Staaten blieben aber als Fürstenstaaten unter britischer Oberhoheit bestehen. Das Gebiet von Bijapur wurde dem Fürstenstaat Satara zugeteilt. Als der letzte Herrscher von Satara im Jahr 1848 ohne männliche Erben starb, annektierten die Briten das Gebiet nach der Doctrine of Lapse. Das Gebiet von Bijapur wurde zunächst zwischen den Distrikten Solapur und Belgaum (Belagavi) der Provinz Bombay aufgeteilt. 1864 wurde aus dem Gebiet schließlich ein eigenständiger Distrikt mit Sitz in Kaladgi gebildet. 1885 wurde der Sitz der Distriktverwaltung von Kaladgi nach Bijapur verlegt und der Distrikt in „Distrikt Bijapur“ umbenannt. Nach der indischen Unabhängigkeit 1947 kam der Distrikt Bijapur an den Bundesstaat Bombay. Als die indischen Bundesstaaten 1956 durch den States Reorganisation Act nach den Sprachgrenzen neu formiert wurden, wurde der Distrikt Bijapur dem kannadasprachigen Bundesstaat Mysore (1973 umbenannt in Karnataka) zugeteilt. 1997 wurde der Distrikt Bagalkot aus dem Distrikt Bijapur gelöst. Seit 2014 heißt er „Distrikt Vijayapura“.

## Bevölkerung

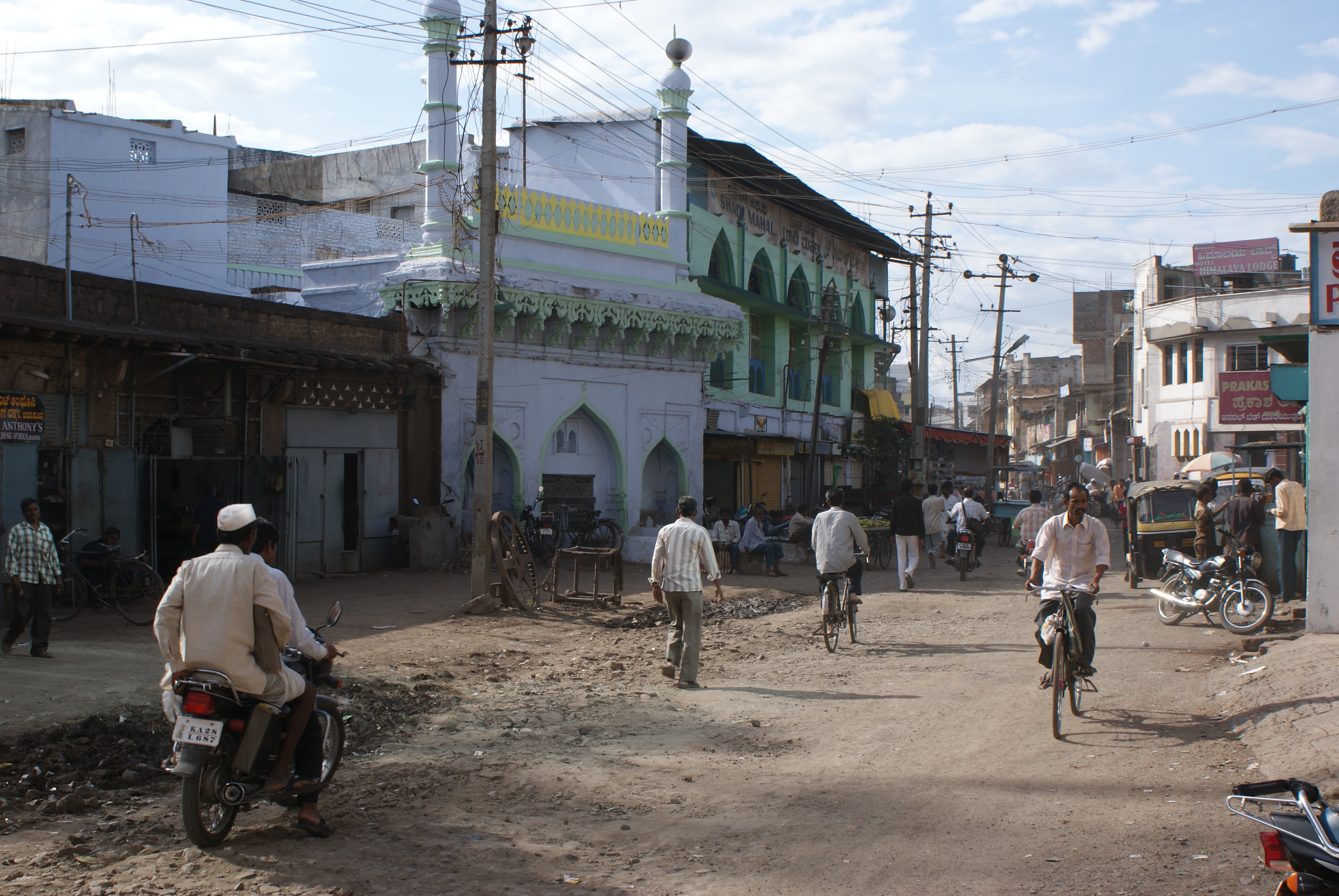
Straßenszene in Vijayapura

Bei der indischen Volkszählung 2011 hatte der Distrikt Vijayapura 2.177.331 Einwohner. Zwischen 2001 und 2011 wuchs die Einwohnerzahl um 20,5 Prozent und damit deutlich schneller als im Mittel Karnatakas (15,7 Prozent). Die Bevölkerungsdichte lag mit 207 Einwohnern pro Quadratkilometer aber deutlich unter dem Durchschnitt des Bundesstaates. (319 Einwohner pro Quadratkilometer). 23,1 Prozent der Einwohner des Distrikts lebten 2011 in Städten. Die Alphabetisierungsquote lag mit 67,1 Prozent unter dem Durchschnitt Karnatakas (75,6 Prozent).
Unter den Einwohnern des Distrikts Vijayapura stellten Hindus nach der Volkszählung 2011 mit 82,1 Prozent die Mehrheit. Daneben gab es eine größere muslimische Minderheit von 17,0 Prozent. Die muslimische Bevölkerung konzentriert sich vor allem auf die Städte: Hier stellen sie fast ein Drittel der Einwohner. Neben dem Kannada, der Hauptsprache Karnatakas, wird von der muslimischen Bevölkerung, wie in den meisten Teilen des Bundesstaates, Urdu gesprochen. Im Taluk Vijayapura des Distrikts Vijayapura besitzt das Urdu aufgrund des hohen Bevölkerungsanteils seiner Sprecher den Status einer beigeordneten Amtssprache.

## Besonderheiten

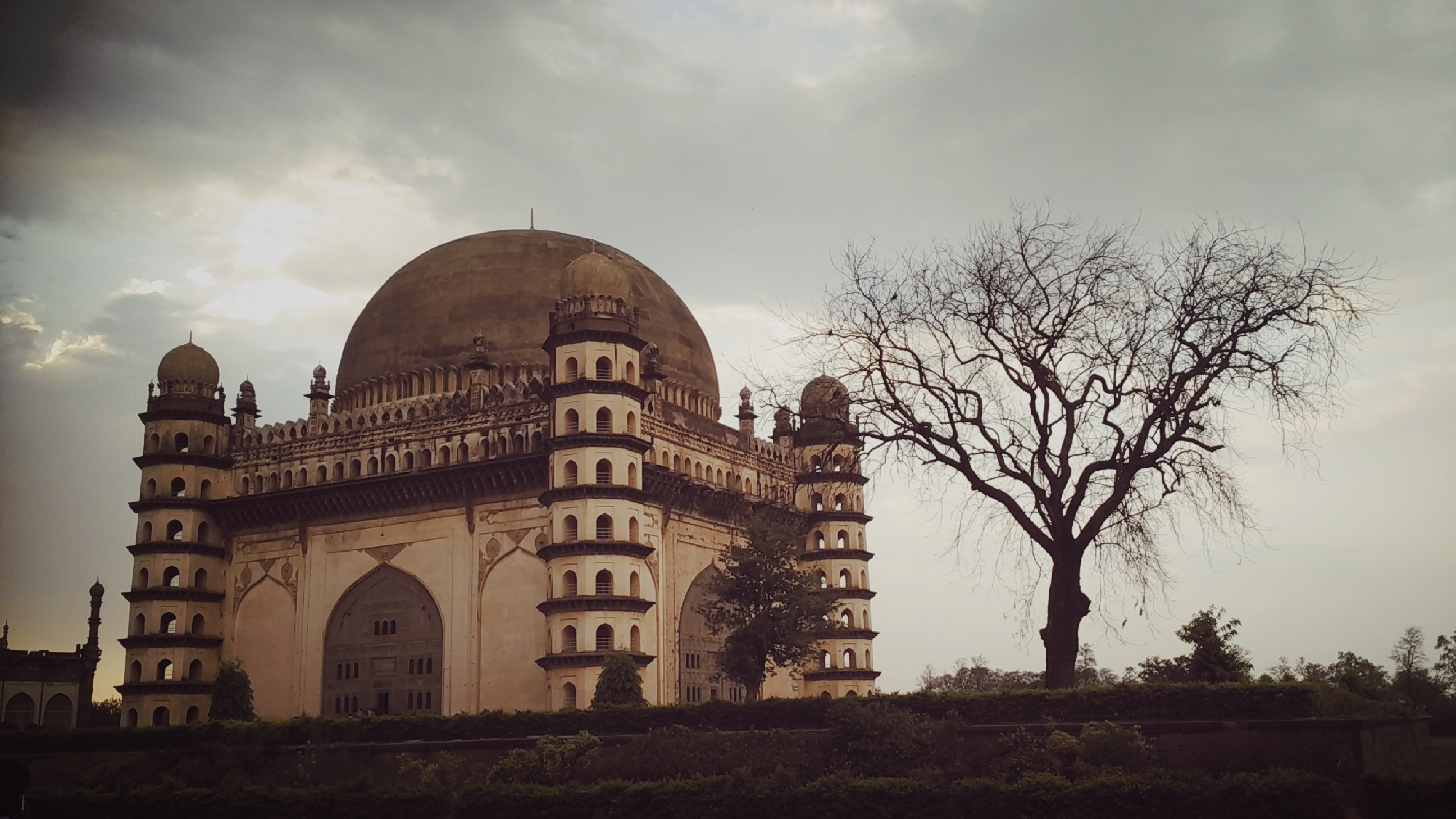
Gol Gumbaz

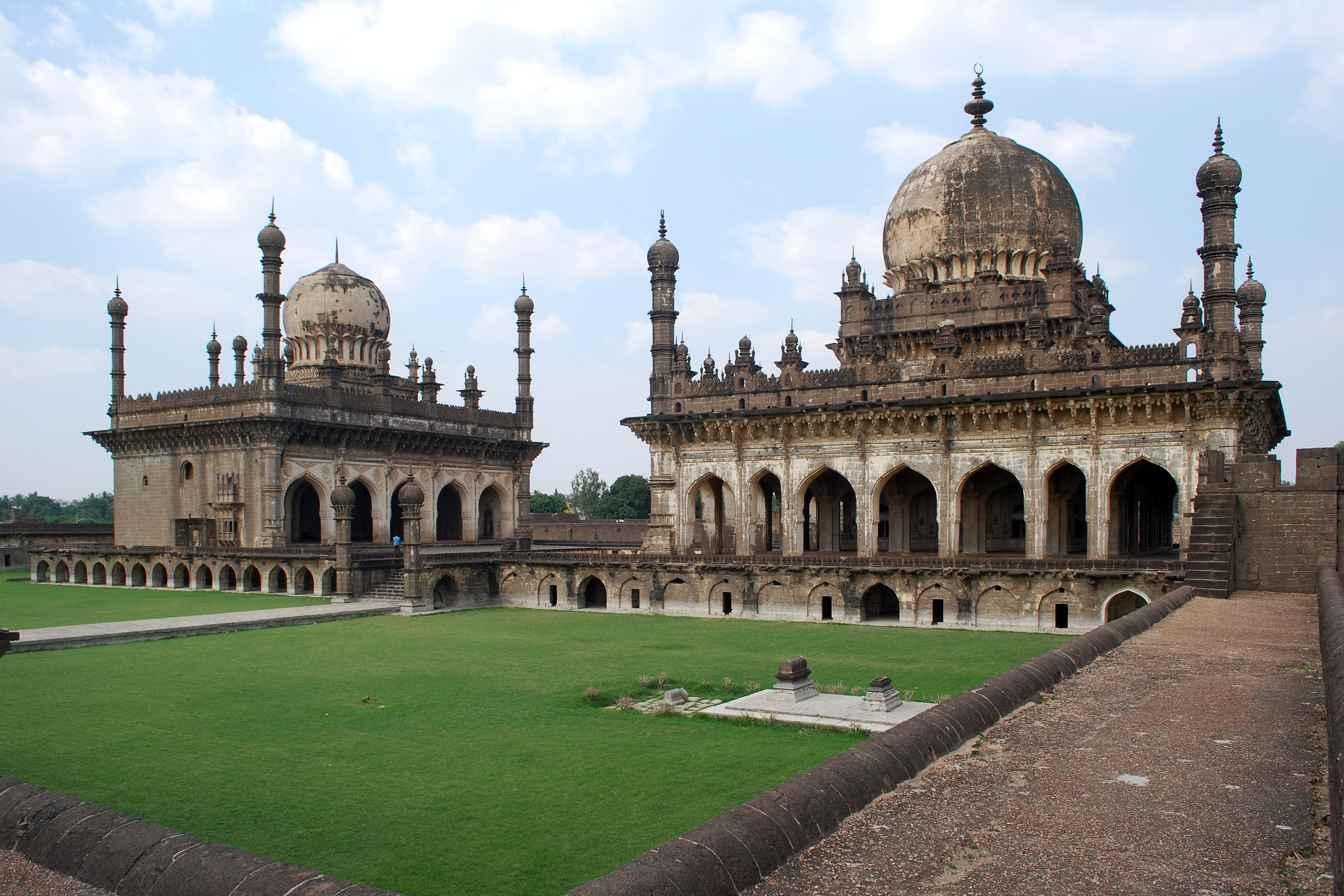
Ibrahim Rouza

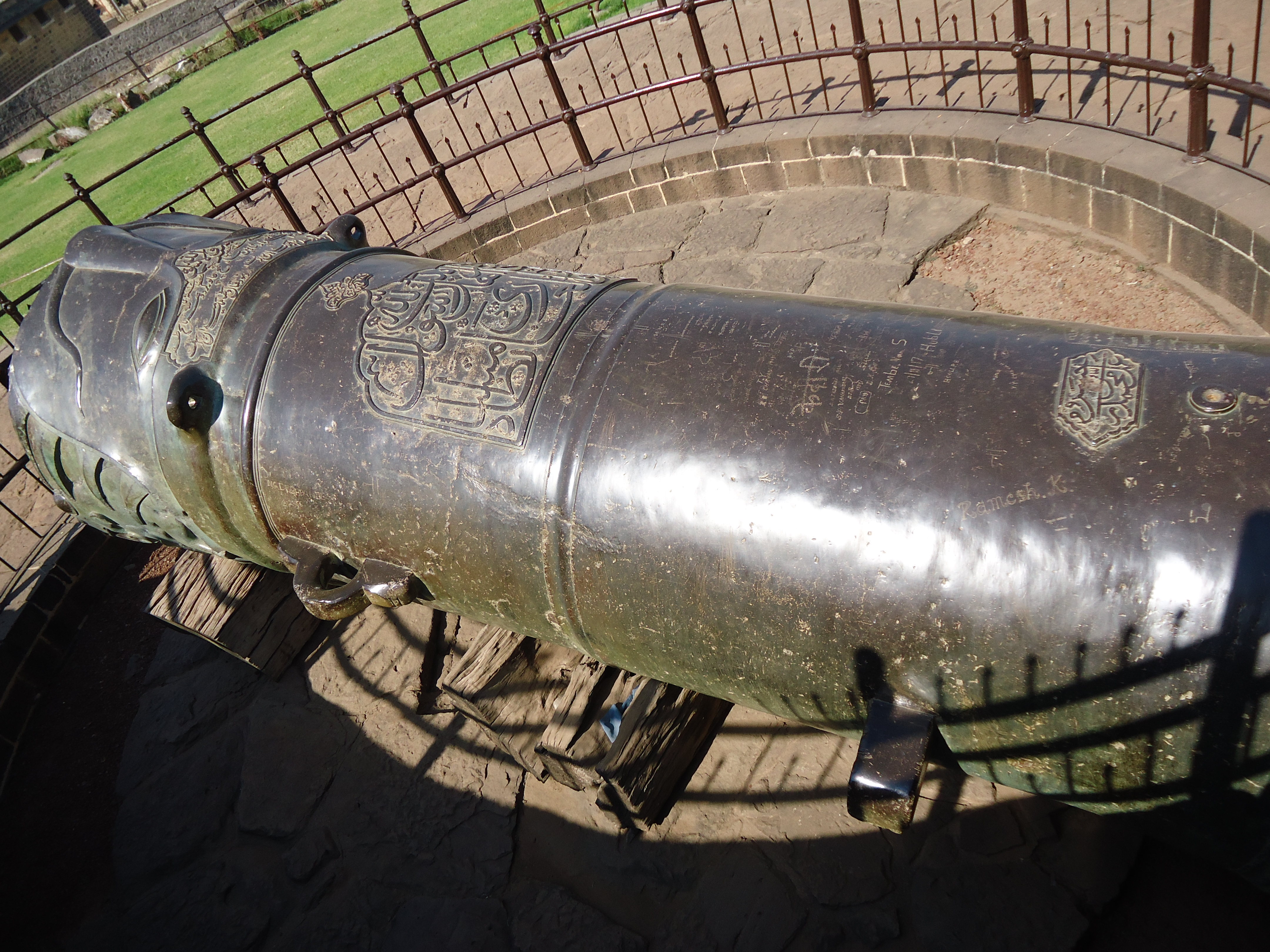
Malik-e-Maidan-Kanone

Vijayapura verfügt über eine Reihe von kulturhistorisch bedeutenden Bauten und Kunstwerken aus der Zeit der Dekkan-Sultanate. Gol Gumbaz ist das monumentale Mausoleum von Mohammed Adil Shah, eines Herrschers von Bijapur aus dem 17. Jahrhundert. Ibrahim Rouza ist ein Zwillingsbau, der aus einer Moschee und dem Grabmal von Sultan Ibrahim Adil Shah II. von Bijapur besteht. Die Zitadelle von Bijapur (Bijapur Fort) bietet ein Beispiel für islamische Befestigungsarchitektur. In Bijapur befindet sich die Malik-e-Maidan-Kanone, eine 55 Tonnen schwere Kanone aus dem 17. Jahrhundert mit einem Mündungsdurchmesser von 1,5 Metern. Haider Buruz ist ein etwa 24 m hoher, massiver Festungsturm aus dem 16. Jahrhundert. Des Weiteren gibt es Moscheen und verschiedene repräsentative Bauten.

## Städte
| Stadt             | Einwohner (2001) |
| ----------------- | ---------------- |
| Basavana Bagevadi | 28.582           |
| Vijayapura        | 245.946          |
| Indi              | 31.483           |
| Muddebihal        | 28.235           |
| Sindgi            | 27.749           |
| Talikota          | 26.217           |